# Samaipata
Samaipata (auch Samaypata) ist eine Landstadt im Departamento Santa Cruz im südamerikanischen Anden-Staat Bolivien. Die Stadt Samaipata wurde 1623 gegründet. Der Name Samaipata kommt aus der Quechua-Sprache und bedeutet Ruhe in der Höhe, die Einwohner nennen sich „Samaipateños“.

## Lage im Nahraum
Samaipata ist Sitz der Verwaltung der Provinz Florida und zentraler Ort im Municipio Samaipata. Die Stadt liegt im östlichen Teil der Anden auf einer Höhe von 1646 m in den Ausläufern der Cordillera Oriental, am Oberlauf des Río Achira, der über den Río Laja weiter zum Río Piraí hin fließt und so direkt mit dem Amazonasbecken verbunden ist.

## Geographie
Samipata liegt im Übergangsbereich zwischen der Anden-Gebirgskette der Cordillera Oriental im Westen und dem bolivianischen Tiefland im Osten. Das Klima ist wegen der geschützten Tallage ganzjährig mild und ausgeglichen, nicht so heiß und schwül wie im nahegelegenen Tiefland. Während der Wintermonate können kalte Winde (Surazos) von der argentinischen Pampa kommen. Diese Winde verursachen Temperaturen unter den Gefrierpunkt, ein Problem für den landwirtschaftlichen Anbau. Im Sommer sind die Tage warm und die Nächte kalt.
Die mittlere Durchschnittstemperatur der Region liegt bei 18 °C (siehe Klimadiagramm Samaipata) und schwankt nur unwesentlich zwischen 15 °C im Juni/Juli und knapp 20 °C im Dezember und Januar. Der Jahresniederschlag beträgt etwa 750 mm, bei einer nur schwach ausgeprägten Trockenzeit von Mai bis September mit Monatsniederschlägen unter 35 mm, und einer Feuchtezeit von Dezember bis Februar mit 110 bis 120 mm Monatsniederschlag.

## Verkehrsnetz
Samaipata liegt in einer Entfernung von 119 Straßenkilometern südwestlich der Departamento-Hauptstadt Santa Cruz.
Durch Samaipata verläuft die 488 Kilometer lange Nationalstraße Ruta 7, die Santa Cruz mit Cochabamba verbindet. Die asphaltierte Ruta 7 führt über La Guardia und La Angostura nach Saimapata und dann weiter über Mairana und Comarapa nach Cochabamba.

## Bevölkerung
Die Einwohnerzahl der Ortschaft ist in den vergangenen zwei Jahrzehnten auf fast das Doppelte angestiegen:
| Jahr | Einwohner | Quelle       |
| ---- | --------- | ------------ |
| 1992 | 2235      | Volkszählung |
| 2001 | 2926      | Volkszählung |
| 2012 | 4398      | Volkszählung |
| 2024 |           | Volkszählung |

Die Region weist noch einen gewissen Anteil an Quechua-Bevölkerung auf, im Municipio Samaipata sprechen 15,5 Prozent der Bevölkerung Quechua; etwa 5 Prozent der Einwohner sind Nichtbolivianer aus etwa dreißig bis vierzig unterschiedlichen Nationalitäten.

## Tourismus
Die größte Sehenswürdigkeit von Samaipata ist das etwa 6 Kilometer östlich auf einem Berg gelegene und von der UNESCO als Weltkulturerbe geschützte Fuerte de Samaipata. Des Weiteren ist Samaipata Ausgangspunkt für Touren in den nördlich gelegenen Nationalpark Amboró.
Seit 1996 unterhält Samaipata eine Städtepartnerschaft mit Saalfeld/Saale.